# Guidonia Montecelio
Guidonia Montecelio er en italiensk by (og kommune) i regionen Lazio i Italien, med omkring 89.114(2023) indbyggere. 